# San Giovanni (Portole)
San Giovanni (in croato Sveti Ivan) è un centro abitato della Croazia, frazione del comune di Portole, nella Regione istriana.

## Storia
Il centro fece parte del patriarcato di Aquileia. Dall'XI secolo fu abitato da popolazioni venete. Nel 1421 fu annesso alla Serenissima Repubblica di Venezia.
In seguito alla conquista francese dell'Istria, San Giovanni fu annessa al Regno d'Italia napoleonico, del quale fece parte fino al 1814, quando il territorio entrò a far parte dell'impero austriaco. L'anno successivo, con il congresso di Vienna, che sancì la fine della Serenissima, la cittadina subì una notevole immigrazione slava, che tuttavia non ne turbò l'originario nucleo omogeneo di autoctoni istriani, veneziani e ladini.
In seguito al trattato di Rapallo San Giovanni entrò a far parte dell'Italia e subito, sotto il regime fascista, iniziò I'italianizzazione forzata.
Durante la seconda guerra mondiale, alla notizia dell'armistizio di Cassibile l'8 settembre 1943, venne liberata dai partigiani antifascisti e comunisti istriani.
Dopo la seconda guerra mondiale la cittadina fu ceduta alla Jugoslavia in seguito ai trattati di pace di Versailles del 1947.
L'annessione alla Jugoslavia segnò l'inizio di una politica di slavizzazione forzata, la quale costrinse molti italiani a scappare per sfuggire alla pulizia etnica. Sotto il socialismo comandato dal generale Tito il nome storico del paese (cioè San Giovanni) fu trasformato in Sveti Ivan (cioè Sant'Ivano). Il paesino dal 1991 è sotto il regime capitalista della  Croazia.

## Società

### Evoluzione demografica
| 1880 | 1890 | 1900 | 1910 | 1948 | 1953 | 1961 | 1971 | 1981 | 1991 | 2001 | 2011 |
| 196  | 208  | 206  | 229  | 204  | 176  | 110  | 69   | 57   | 52   | 39   | 41   |

### Etnie
|                |                |  |       |       |
| -------------- | -------------- |  | ----- | ----- |
| Istriani       | Istriani       |  | 48.07 | 48.07 |
| Italiani       | Italiani       |  | 25.00 | 25.00 |
| Croati         | Croati         |  | 1.92  | 1.92  |
| Sloveni        | Sloveni        |  | 1.92  | 1.92  |
| non dichiarato | non dichiarato |  | 21.15 | 21.15 |